# Пйотравін (Опольський повіт)
Пйотравін (пол. Piotrawin) — село в Польщі, у гміні Лазіська Опольського повіту Люблінського воєводства.
Населення — 373 особи (2011).

## Демографія
Демографічна структура станом на 31 березня 2011 року:
|          | Загалом | Допрацездатний вік | Працездатний вік | Постпрацездатний вік |
| -------- | ------- | ------------------ | ---------------- | -------------------- |
| Чоловіки | 194     | 41                 | 121              | 32                   |
| Жінки    | 179     | 24                 | 97               | 58                   |
| Разом    | 373     | 65                 | 218              | 90                   |